# Deutsche Freie-Partie-Meisterschaft 1952/53

Veranstaltungsort: Essen

Die Deutsche Freie-Partie-Meisterschaft 1952/53 ist eine Billard-Turnierserie und fand vom 8. bis 9. November 1952 in Essen zum zweiten Mal statt.

## Geschichte
Erstmals wurde bei dieser Meisterschaft mit dem international üblichen großen Eckabstrich gespielt. Der einzige der mit dieser etwas anspruchsvolleren Spielweise problemlos klarkam war der Düsseldorfer Siegfried Spielmann. Gleich im ersten Durchgang musste er aber gegen den späteren Sieger Ernst Rudolph antreten und verlor deutlich mit 92:500 in 19 Aufnahmen. Danach zeigte er aber internationales Niveau. Konstant spielte aber Rudolph in seinem Essener Billardsaal und siegte am Ende ungeschlagen. Platz drei belegte der Kölner Josef Bolz.

## Modus
Gespielt wurde im Round-Robin-Modus bis 500 Punkte. Die Endplatzierung ergab sich aus folgenden Kriterien:
1. Matchpunkte
2. Generaldurchschnitt (GD)
3. Höchstserie (HS)

## Abschlusstabelle
| MP    | Match Points (Sieger = 2; Unentschieden = 1; Verlierer = 0) |
| Pkte. | Erzielte Karambolagen                                       |
| Aufn. | Benötigte Versuche                                          |
| GD    | Generaldurchschnitt                                         |
| BED   | Bester Einzeldurchschnitt eines Spielers                    |
| HS    | Höchstserie                                                 |
|       | Bester GD des Turniers                                      |
|       | Bester ED des Turniers                                      |
|       | Beste HS des Turniers                                       |
|       | 1. Platz (Gold)                                             |
|       | 2. Platz (Silber)                                           |
|       | 3. Platz (Bronze)                                           |

| Klassement                 | Klassement                       | Klassement | Klassement | Klassement | Klassement | Klassement | Klassement |
| Platz                      | Name                             | MP         | Pkte.      | Aufn.      | GD         | BED        | HS         |
| -------------------------- | -------------------------------- | ---------- | ---------- | ---------- | ---------- | ---------- | ---------- |
| 1                          | Ernst Rudolph (Essen)            | 8:0        | 2000       | 78         | 25,64      | 27,77      | 157        |
| 2                          | Siegfried Spielmann (Düsseldorf) | 6:2        | 1592       | 73         | 21,80      | 38,46      | 323        |
| 3                          | Josef Bolz (Köln)                | 4:4        | 1736       | 87         | 19,95      | 22,22      | 187        |
| 4                          | Norbert Witte (Essen)            | 2:6        | 1146       | 91         | 12,59      | 18,51      | 67         |
| 5                          | Karlheinz Krienen (M.-Gladbach)  | 0:8        | 647        | 79         | 8,18       | –          | 69         |
| Turnierdurchschnitt: 17,45 |                                  |            |            |            |            |            |            |